# Xenosoma
Xenosoma é um gênero de traça pertencente à família Arctiidae.